# Condaghe di San Michele di Salvenero

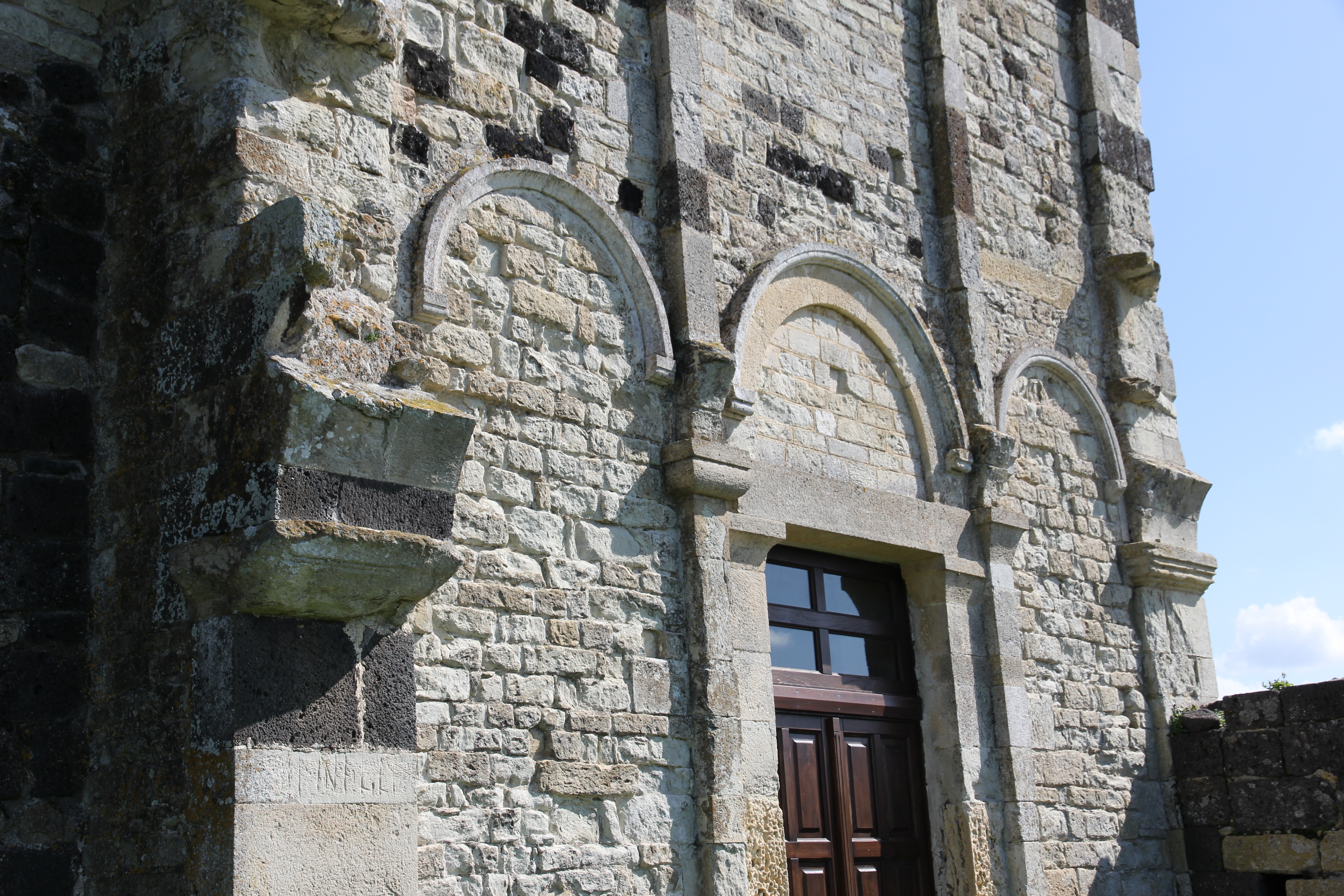
Chiesa di San Michele di Salvenero

Il Condaghe di San Michele di Salvenero  originariamente redatto in sardo, presso l'omonima abbazia vallombrosana a Ploaghe, nei secoli XII-XIII,  nel 1599 il testo fu tradotto in castigliano.
Alla fine del XX secolo in Spagna, nell´«Archivo Histórico de la Nobleza», furono ritrovate quattro carte scritte in sardo, appartenenti all'antico condaghe.

## Conservazione e contenuto dei documenti
Attualmente il documento è conservato presso l'Archivio di Stato di Cagliari, Antico Archivio Regio, AC4, b.75, cartaceo, sec. XVI ex; Archivo Histórico Nacional, sección Osuna, legajo 635, cc. 21r - 23v, Madrid.
Il documento contiene notizie relative ai possedimenti (chiese, villaggi, casali, terreni, vigne, saline) che l'abbazia di Salvennor deteneva nelle diverse curatorie del Logudoro: Coros, Nurra, Romangia, Nurcar, Caputabas, Nuketu, Goceano.